# Огнёвка кактусовая
Огнёвка кактусовая (лат. Cactoblastis cactorum) — вид чешуекрылых из семейства Огнёвки. Гусеницы этого вида живут и питаются на кактусах-опунциях, эффективно ограничивая их численность.

## Описание

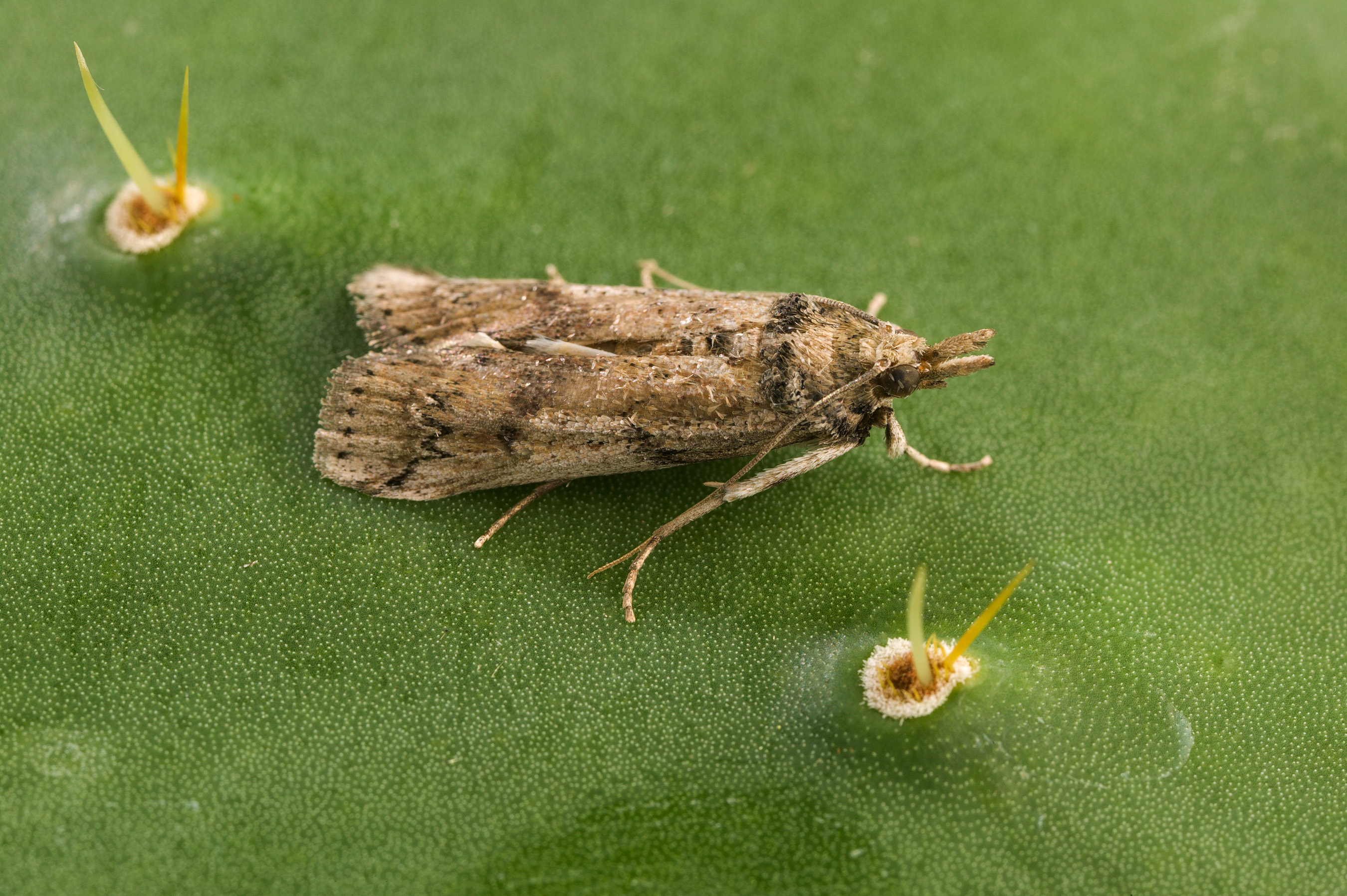
Самка кактусовой огнёвки

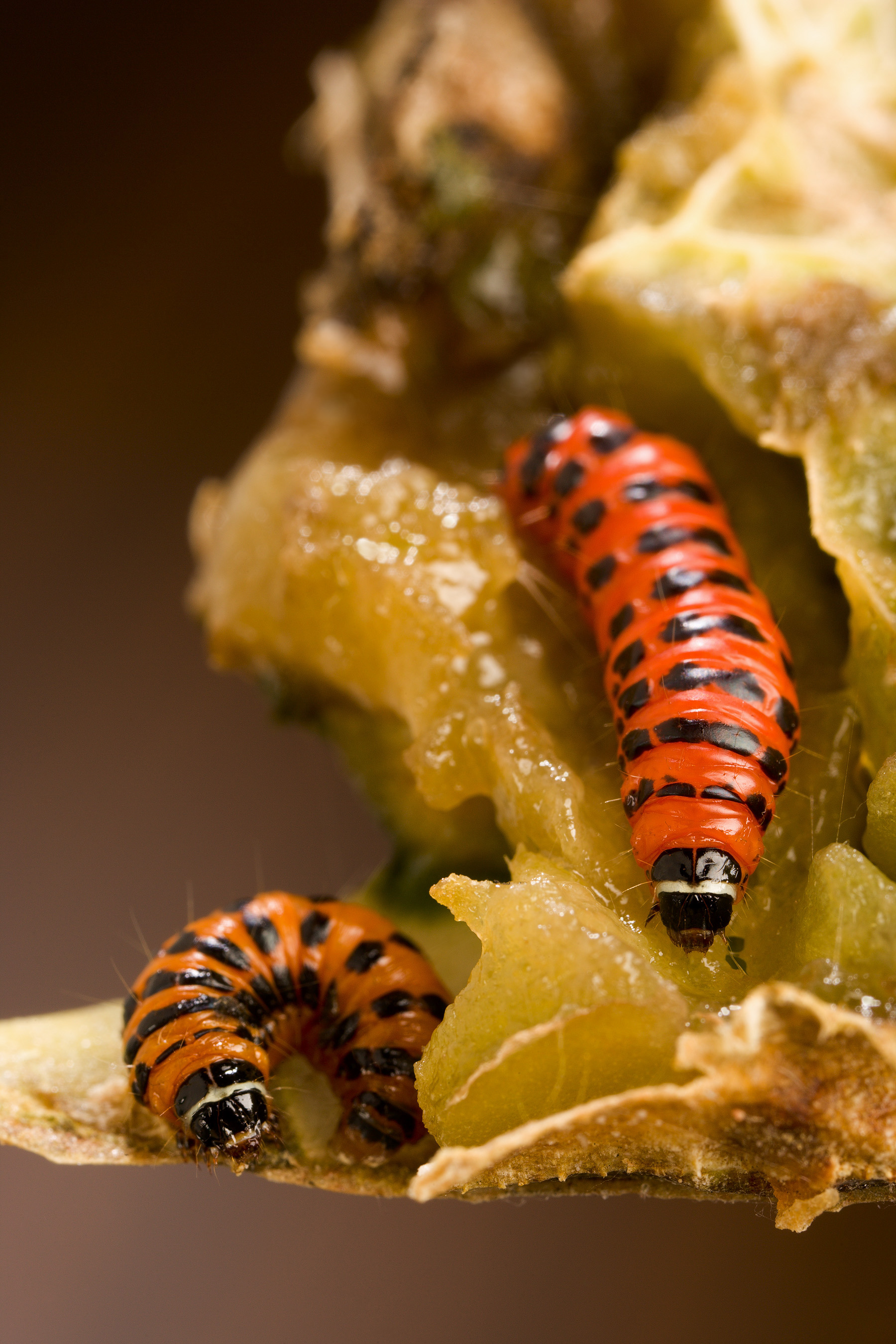
Гусеницы кактусовой огнёвки

Мелкая бабочка буровато-серой окраски с длинными ногами и длинными усиками. Передние крылья с узором из характерных полос, задние крылья беловатые. Размах крыльев у самок 27—40 мм, у самцов — 23—32 мм.
Гусеницы первых возрастов розово-кремового цвета, с возрастом их окраска становится оранжевой с чёрными пятнами или полосами.

## Особенности биологии
Бабочки активны в сумерках, преимущественно в предрассветное время. Не питаются и живут за счёт питательных веществ, накопленных в стадии гусеницы. Продолжительность жизни имаго до 9—11 дней. Самцы летают в поисках самок для спаривания. Самка откладывает от 30 до 50 яиц на кормовые растения (кактусы). Длительность стадии яйца 25—30 дней. Гусеницы первых возрастов живут группами. Прогрызают отверстия в стволах кактусов, после чего питаются внутри них. В конечном итоге гусеницы выгрызают кактус изнутри. Стадия гусеницы длится около 2 месяцев в летние месяцы и около 4 месяцев в зимние. Окукливание происходит в коконе на земле в подстилке у основания кормового растения.

## Ареал
Исторический природный ареал включал территорию таких стран, как: Аргентина, Парагвай, Уругвай и южная Бразилия. Является одним из пяти видов рода Cactoblastis в Южной Америке.

### Интродукция
Вид был интродуцирован во многих регионах мира. Кактусовая огнёвка была впервые интродуцирована в Австралию в 1925 году из Аргентины в качестве биологического агента для борьбы с кактусами рода Opuntia. Из-за успеха интродукции вида в Австралии он был также интродуцирован во многие другие регионы по всему миру, включая Южную Африку в 1933 году и Карибский бассейн в 1950-х годах.

## Борьба с кактусами в Австралии

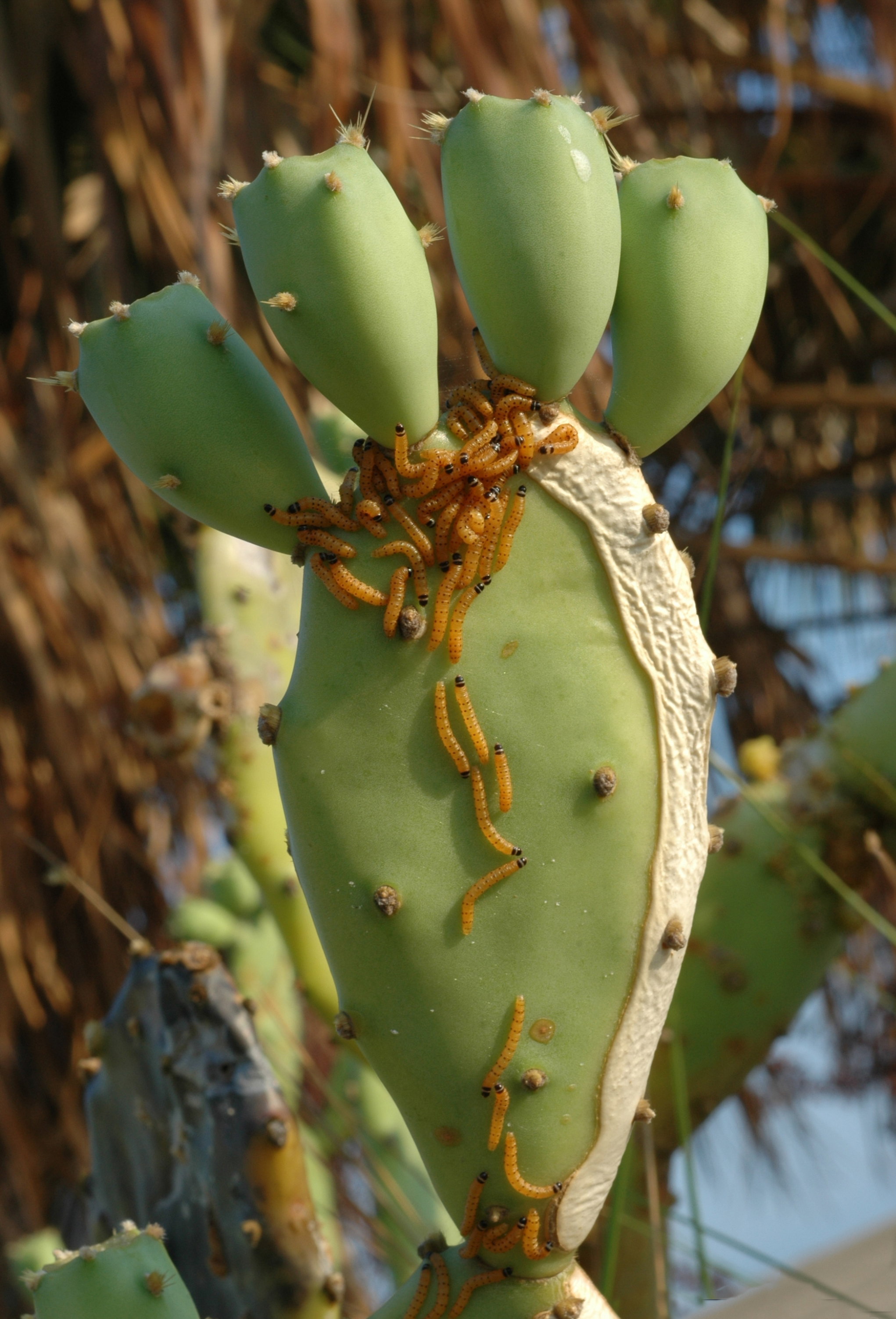
Гусеницы кактусовой огнёвки, питающиеся на опунции

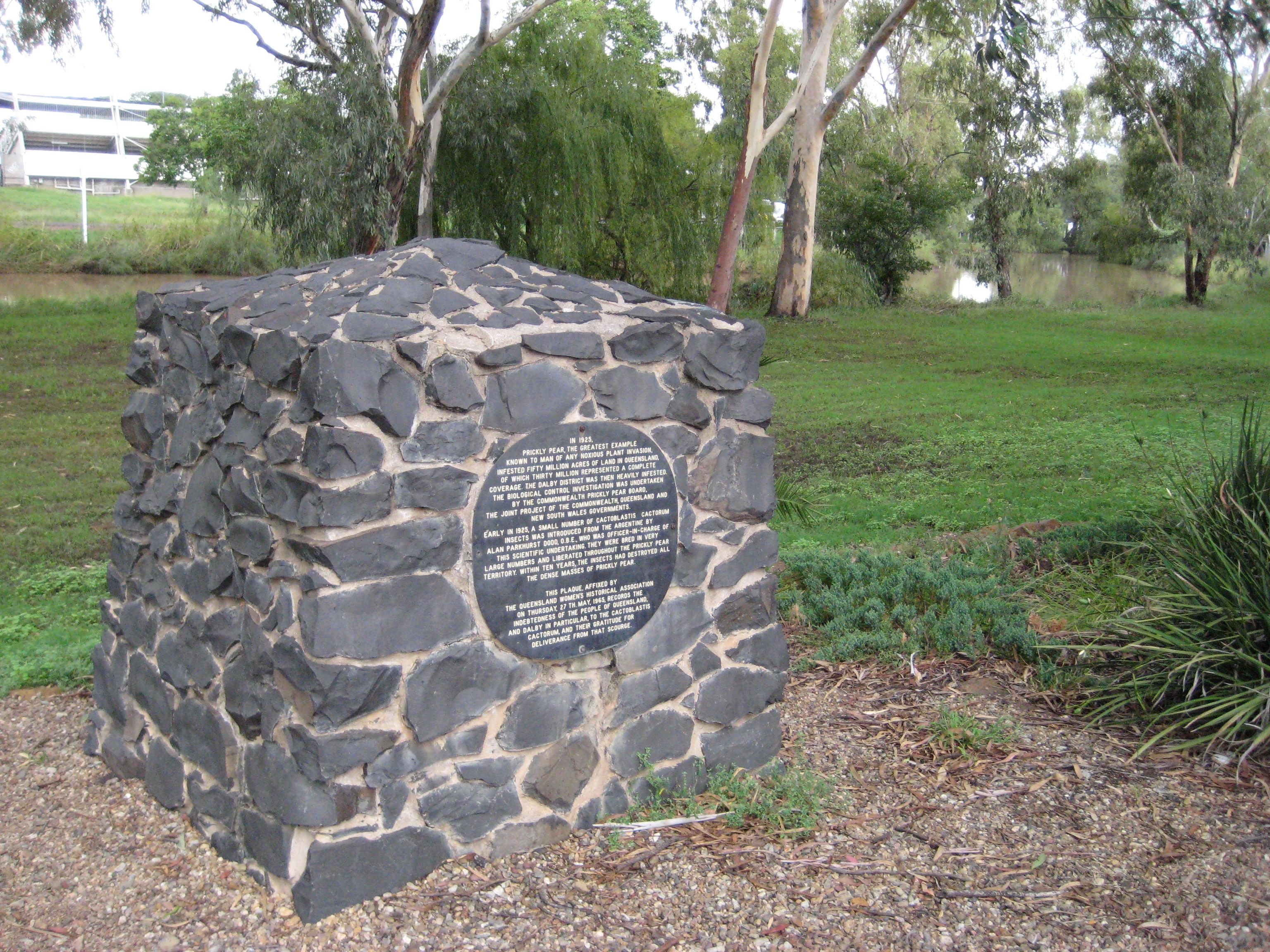
Памятник гусеницам кактусовой огнёвки в штате Квинсленд, Австралия.

Интродуцированные виды кактусов стали опасными сорняками в известном случае с Австралией. В 1832 году кактусы рода Platyopuntia использовались в качестве живых изгородей к северу от Сиднея, а в 1839 году одиночный экземпляр опунции вида Opuntia stricta был ввезён в Сидней в качестве декоративного растения. Данный вид натурализовался и распространялся кусками кладодий в том числе и при вспашке земель. Птицы также распространяли семена. В 1914 году коллекция различных опунций была завезена в Австралию. К 1925 году заросли кактусов-опунций видов Опунция крупноколючковая, Opuntia stricta и Opuntia vulgaris занимали площадь до 24 миллионов гектаров пастбищ и стали настоящим бедствием для местных фермеров. Для борьбы с ними в Австралию был завезён естественный враг опунций — кактусовая огнёвка (Cactoblastis cactorum). Вид был завезён в 1925 году из Аргентины. Программа по биологической борьбе с кактусами была начата в австралийском городке Бунарге, где в 1926 году на опытной станции «Cactoblastis» была начата интродукция кактусовой огнёвки. Благодаря данным мерам популяцию опунции удалось взять под контроль. Опунция полностью не уничтожена в Австралии, благодаря гусеницам кактусовой огнёвки возникло экологическое равновесие.
В 1938 году в долине реки Дарлинг, в городе Далби (англ. Dalby) штата Квинсленд австралийские фермеры поставили памятник гусеницам, «спасшим» Австралию от засилья опунции.

## Борьба с кактусовой огнёвкой в Северной Америке

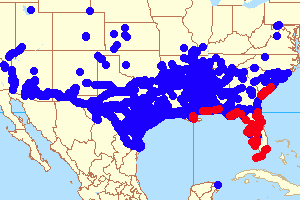
Синим отмечены места произрастания кактусов опунции, красным — ареал интродуцированной кактусовой огнёвки

После интродукции в Карибском бассейне, кактусовая огнёвка была непреднамеренно завезена с морскими судами и грузами в Сент-Китс, американские Виргинские острова, Гаити, Куба, Доминику, Багамские острова, Каймановы острова, Пуэрто-Рико и Барбадос. Это создало предпосылки для возможности расселения вида на юго-востоке США, где он был впервые обнаружен в штате Флориде в 1989 году. Кактусовая огнёвка вероятно была завезена во Флориду вместе с кактусами рода опунция (Opuntia) из Доминиканской Республики. В настоящее время бабочка активно расселяется движется по обе стороны Мексиканского залива и вдоль американского побережья Атлантического океана со скоростью около 160 километров за год, а скорость колонизации вдоль побережья Мексиканского залива увеличивается с каждым годом. В США кактусовая огнёвка угрожает кактусам-опунциям во Флориде, на побережье Атлантического океана, в Южной Каролине и в Новом Орлеане.
Распространяясь на юго-востоке США, она ставит под угрозу многие виды кактусов и многие экосистемы. Во Флориде наиболее уязвимыми является несколько видов исчезающих кактусов. Современные исследования делаются с целью выявления наиболее эффективных способов предотвращения вторжения вида в популяции местных кактус. Кактусы выращивают в США для продажи в качестве декоративных растений в Аризоне, Калифорнии, Неваде, Нью-Мексико и Техасе.
Кактусовая огнёвка также распространилась по всему побережью Мексиканского залива в Мексике, где она была впервые обнаружена на острове Isla Mujeres у северо-восточного побережье полуострова Юкатан. Неизвестно, как вид был способен мигрировать в Мексику. Однако предположительно, это стало возможным благодаря ветрам, ураганам и непреднамеренному завозу. В последнее время кактусовая огнёвка стала вредить кактусам на острове Сан-Сальвадор на Багамах. Здесь опунция являются основным источником пищи для рода игуан Cyclura.
В будущем исследователи прогнозируют расширение на запад ареала вида в Северной Америке. Эта экспансия на запад угрожает промышленности, связанной с кактусами, в юго-западе США и во внутренних частях Мексики. В Северной Америке произрастает более шестидесяти видов опунции, которые являются жизненно важной частью экосистемы. Также плоды опунции служат основной частью диеты местного населения, в основном в Мексике. Кроме того, в Мексике, кактусы служат альтернативой пищей для скота во время засухи, и многие из различных видов опунции являются основой для промышленности, связанной с разведением кошенили. Уничтожение этих кактусов оказало бы серьёзное влияние на экономику и экологию Мексики.